# Otto Wachs (Bankier)
Otto Heinrich Gerhard Adolf Wachs (* 23. Juli 1909 in Jork; † 30. Dezember 1998 in Hamburg) war ein deutscher Bankier, Manager in der Schifffahrtsindustrie und Regattasegler.

## Leben
Otto Wachs wurde als Sohn des Landrats Otto Wachs geboren. Nach dem Abitur studierte er an den Universitäten London, Freiburg, Marburg und Kiel Rechtswissenschaften. 1929 wurde er Mitglied des Corps Suevia Freiburg. 1930 wurde er im Corps Hasso-Nassovia aktiv. 1932 bestand er das Referendar- und 1936 das Assessorexamen. Später, 1945, wurde er zum Dr. jur. promoviert.
Wachs wurde 1938 Sekretariatsleiter bei der Mitteldeutschen Landesbank – Girozentrale in Magdeburg. 1940 wurde er in den Vorstand der Deutschen Schiffsbeleihungs-Bank AG in Hamburg berufen. Nach dem Zweiten Weltkrieg wurde er 1948 Vorstandsmitglied der Bremer Landesbank und der Staatlichen Kreditanstalt Oldenburg-Bremen. 1954 wechselte er als Vorstandsmitglied zur HAPAG in Hamburg, deren Mehrheitsaktionär sein Schwiegervater Behrend Schuchmann als Inhaber der Bugsier-, Reederei- und Bergungsgesellschaft war. Nachdem er für kurze Zeit Sprecher des Vorstandes war, schied er Anfang 1959 mit dem Verkauf des Aktienpakets seines Schwiegervaters an den HAPAG-Minderheitsaktionär Deutsche Bank bei der HAPAG aus. Er wurde 1961 persönlich haftender Gesellschafter (Geschäftsinhaber) der Berliner Handels-Gesellschaft und schied dort 1966 aus.
Wachs gehörte den Aufsichtsräten der AG Weser, der Bugsier-, Reederei- und Bergungsgesellschaft, der Deutschen Schiffahrtsbank AG, der Deutsch-Südamerikanischen Bank, der Midgard Deutsche Seeverkehrs-AG in Nordenham und der Nordseewerke an.
Bei seinem Corps Suevia Freiburg war er Vorsitzender des Altherrenverbandes.

## Regattasegeln

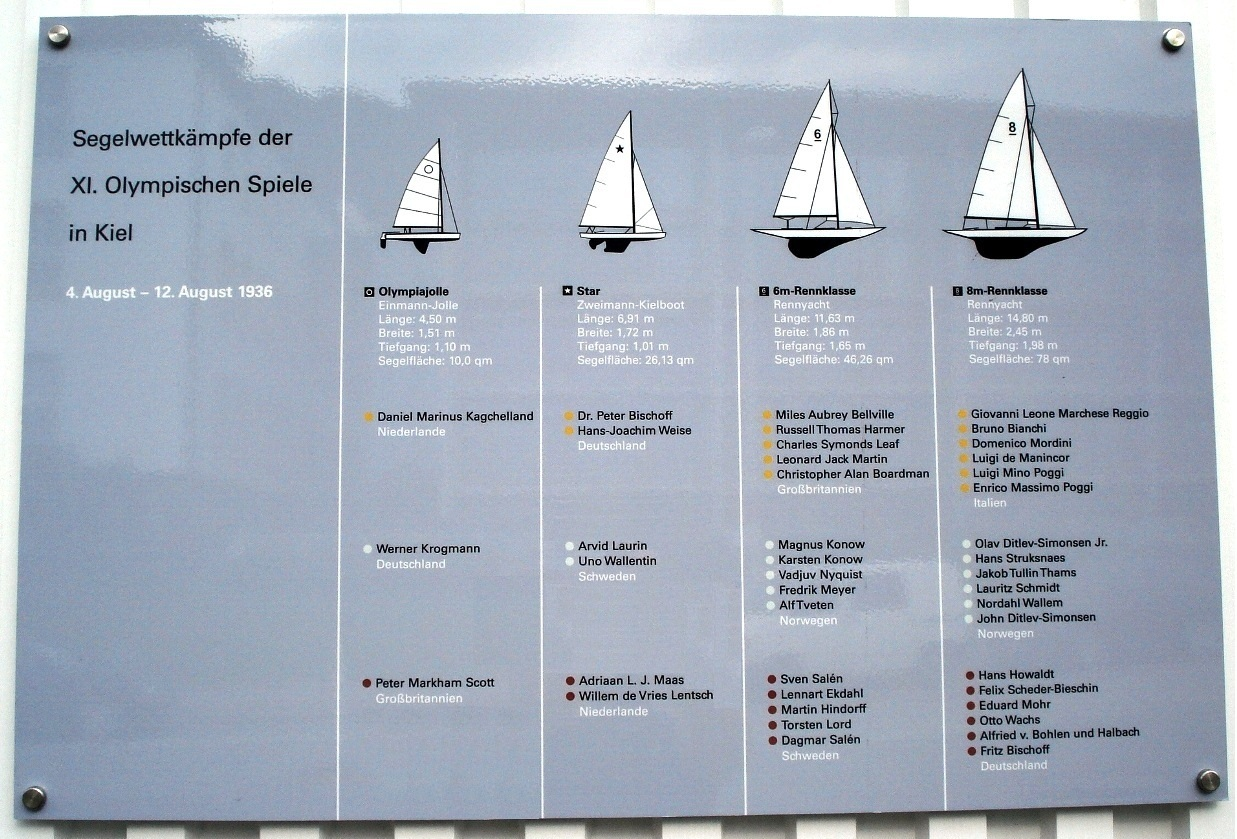
Informationstafel mit den Ergebnissen der olympischen Segelwettbewerbe 1936 am Sportboothafen Düsternbrook in Kiel, dem damaligen „Olympiahafen“

Otto Wachs war ein erfolgreicher Regattasegler, Mitglied der Alsterpiraten und des Norddeutschen Regatta Vereins in Hamburg. Bei den Segelwettbewerben der Olympischen Spiele 1936 in Kiel gehörte er in der 8mR-Klasse zur Crew der Germania III von Alfried Krupp von Bohlen und Halbach unter ihrem Steuermann Hans Howaldt und gewann mit dieser punktgleich nach Stechen mit der zweitplatzierten norwegischen Silija die Bronze-Medaille.

## Förderer von seemännischer Ausbildung und Segelsport
Als Förderer von seemännischer Ausbildung und des Segelsports war Wachs vielfältig aktiv. Wachs war Vorstand der Stiftung Pamir und Passat, die, von einem Konsortium von etwa 40 Reedereien getragen, beide Schulschiffe für die deutsche Handelsmarine seit Dezember 1954 betrieb. Er förderte als Vorstand der Stiftung für Ausbildungsschiffe die Anschaffung und Unterhaltung des Gaffelschoners Amphitrite durch das Jugendwerk Clipper DJS.